# Wenceslao Selga Padilla
Wenceslao Selga Padilla  (Tubao, Filipines, 29 de setembre de 1949 - Ulaanbaatar, 25 de setembre de 2018) fou un religiós catòlic filipí. Va ser ordenat sacerdot el 1976, i s'incardinà a l'Orde Scheutista.
Va ser missioner a Taiwan; durant sis anys, superior provincial de les províncies xineses de la seva ordre. El 19 d'abril de 1882, el papa Joan Pau II el nomenà Prefecte catòlic d'Ulan Bator. Fou consagrat bisbe el 29 d'agost de 2003 pel cardenal Crescenzio Sepe. El 26 d'agost de 2016 ordenà el primer capellà mongol, Joseph Enkhee-Baatar. Padilla continuà en el càrrec ajundant a orfes i sensellars fins al 2016. Morí el 25 de setembre de 2018 a Ulan Bator, als 68 anys, a conseqüència d'un infart de miocardi.